# Wincentowo (Słupca)
Pour les articles homonymes, voir Wincentowo.
Wincentowo (prononciation : [vint͡sɛnˈtɔvɔ]) est un village polonais de la gmina de Zagórów dans le powiat de Słupca de la voïvodie de Grande-Pologne dans le centre-ouest de la Pologne.
Il se situe à environ 5 kilomètres au sud-est de Zagórów (siège de la gmina), à 20 kilomètres au sud de Słupca (siège du powiat) et à 76 kilomètres au sud-est de Poznań (capitale régionale).
Le village possédait une population de 20 habitants en 2006.

## Histoire
De 1975 à 1998, le village faisait partie du territoire de la voïvodie de Konin.

Depuis 1999, Wincentowo est situé dans la voïvodie de Grande-Pologne.